# تانيا نولان
تانيا نولان (بالإنجليزية: Tania Nolan)‏ هي ممثلة نيوزيلندية، ولدت في 19 أغسطس 1983 في Rakaia ‏ في نيوزيلندا.

## وصلات خارجية
- تانيا نولان على موقع IMDb (الإنجليزية)
- تانيا نولان على موقع قاعدة بيانات الفيلم (الإنجليزية)